# Wacław Agryppa
Wacław Wencławowicz Agryppa (Agrippa) herbu Agryppa (zm. 1597) – kasztelan smoleński od 1590, miński od 1586, pisarz wielki litewski od 1575, sekretarz królewski w 1563 roku, sekretarz Stefana Batorego, starosta niemonojcki. Dyplomata i autor rozpraw polemicznych.
Przedstawiciel osiadłego na Litwie rodu Agryppów (herbu Agryppa), luteranin. Stronnik Radziwiłłów. W 1548 roku zapisał się na Akademię Krakowską. Studiował też w Wittenberdze. 
Rewizor dóbr królewskich w Inflantach w 1572 roku. Na sejmie koronacyjnym Henryka Walezjusza był marszałkiem izby poselskiej.
Uczestniczył w wyprawach Stefana Batorego i posłował do Wiednia. W 1575 roku podpisał elekcję cesarza Maksymiliana II Habsburga.